# Classificação de moedas por estado de conservação
A  Classificação de moedas por estado de conservação é a padronização utilizada na Numismática para qualificar moedas em categorias pré-determinadas, segundo seu grau de conservação e desgaste.
Ela é um dos fatores mais importantes na avaliação do valor comercial de uma moeda para fins de Colecionismo. Uma moeda em perfeito estado, denominada Flor de Cunho (ver tabela abaixo), pode valer de 3 a 30 vezes mais do que uma moeda em estado mediano, categorizada como MBC ("muito bem conservada").
Apesar da classificação ser subjetiva e até mesmo os especialistas poderem discordar sobre o grau de conservação de uma determinada moeda, apresentamos abaixo os critérios de classificação mais usualmente utilizados no Brasil.
Por se tratar de critérios técnicos utilizados popularmente pelo mercado, as descrições abaixo não foram adulteradas e estão conforme publicadas pelos autores Claudio Amato e Irlei Soares das Neves , com sua devida autorização.

## Descrição dos estados de conservação[2][3]
- Flor de Cunho, sigla FC (em inglês Uncirculated, sigla UNC) – Sem apresentar o menor sinal de desgaste ou manuseio, deve ter no campo o brilho original da cunhagem. Sua orla deve ser perfeitamente cilíndrica, sem apresentar mossas ou cerceamento. Todos os detalhes da cunhagem, mesmo os mais salientes, têm de apresentar sua aparência original. Não pode haver, sob nenhuma circunstância, sinais de limpeza física ou química da moeda.
- Soberba, siglas S ou Sob (em inglês Extremely Fine, siglas XF  ou EF ) – Deve apresentar aproximadamente 90% dos detalhes da cunhagem original. Deve ter no seu campo algum brilho da cunhagem e sua orla admite uma pequena imperfeição (menos de 10%) da sua aparência original, proveniente de um pequeno desgaste, ou pequeno sinal de manuseio. Admite-se sinais de uma limpeza, que não ocasione no seu campo riscos ou manchas.
- Muito Bem Conservada, sigla MBC (em inglês Very Fine, sigla VF) – Deve apresentar aproximadamente 70% dos detalhes da cunhagem original, porém seu nível de desgaste deve ser homogêneo. Sua orla admite uma média imperfeição (menos de 20%) de sua aparência original, proveniente de um desgaste médio, ou um médio sinal de manuseio. Admite-se sinais de uma limpeza, mesmo que ocasione no seu campo pequenos vestígios de riscos ou manchas. Seu aspecto geral deve ser agradável e de fácil identificação.
- Bem Conservada, sigla BC (em inglês Fine, sigla F) – Os detalhes da cunhagem original devem aparecer em aproximadamente 50%, admitindo-se que alguns detalhes estejam mais aparentes em determinados setores da moeda do que em outros, principalmente nos detalhes altos da cunhagem, letras e números. A legenda e a data da moeda devem ser visíveis a olho nu, sem se recorrer à utilização da lente. A orla pode estar imperfeita em até 30% da sua aparência original.
- Regular, sigla R (em inglês Good, sigla G) – Deve apresentar um mínimo de 25% dos detalhes da cunhagem original, com distribuição irregular dos sinais de forte manuseio sobre o campo da moeda e sua orla. A legenda e a data da moeda devem ser observadas com o auxílio de uma lente.
- Um Tanto Gasta, sigla UTG (em ingês Poor, sigla P) – Apresenta somente a silhueta da figura principal, e as letras da periferia, quando existirem, quase sendo engolidas pela orla desgastada. Não são colecionáveis, a não ser em casos de moedas extremamente raras.

### Estados de conservação intermediários
São admitidos estados de conservação intermediários, que possam caracterizar com clareza a verdadeira conservação da moeda. Para exemplificar, veja a tabela a seguir:
| Nota | Brasil   | Internacional |
| ---- | -------- | ------------- |
| 10   | FC       | UNC           |
| 9    | S/FC     | AU            |
| 8    | S ou Sob | XF ou EF      |
| 7    | MBC/S    | VF/XF         |
| 6    | MBC      | VF            |
| 5    | BC/MBC   | F/VF          |
| 4    | BC       | F             |
| 3    | R/BC     | VG            |
| 2    | R        | G             |
| 1    | UTG      | P             |